# Sankt Albani Kirke (vikingetid)
 For alternative betydninger, se Sankt Albani Kirke. (Se også artikler, som begynder med Sankt Albani Kirke)
Sankt Albani Kirke var oprindeligt en trækirke, der lå øst for den nuværende Sankt Knuds Kirke i Odense.
Den er Odenses ældste kirke, og det var her Danmarks sidste vikingekonge, Knud den Hellige, og hans bror Benedikt Svendsen (no) blev dræbt i 1086. Umiddelbart efter kongedrabet blev der tæt på Sankt Albani Kirke omkring 1095 opført en treskibet korskirke af frådsten med en stor krypt under koret. Ved Knud den Helliges kanonisering i 1101 blev den nye kirke indviet til ham og kaldtes Sankt Knuds Kirke. Sankt Albani Kirke eksisterede gennem hele middelalderen - først som en trækirke og senere bygget i sten og tegl. Den blev nedlagt og nedrevet omkring 1540.
Kulten omkring helgenkongen betød, at der i dag findes et stort og unikt skriftligt kildemateriale fra den tidlige middelalder kaldet "Odenselitteraturen".
Samtidig er der siden 1886 udført arkæologiske udgravninger i området omkring Albani Kirke. Især de sidste 15 års undersøgelser har tilvejebragt et enestående og omfangsrigt arkæologisk datasæt.. Bl.a. blev der i 2015 fundet en bispegrav fra 1000-tallet på stedet.